# پاسکالین کروکور
پاسکالین کِـرِوْکور (فرانسوی: Pascaline Crêvecoeur‎؛ زادهٔ ۳۰ آوریل ۱۹۸۲) بازیگر فرانسوی‌زبان اهل بلژیک است.
از فیلم‌ها یا برنامه‌های تلویزیونی که وی در آن نقش داشته‌است، می‌توان به گریس موناکو و دسته پنجم اشاره کرد.